# Semiothisa trientata
Semiothisa trientata är en fjärilsart som beskrevs av Herrich-Schäffer 1870. Semiothisa trientata ingår i släktet Semiothisa och familjen mätare. Inga underarter finns listade i Catalogue of Life.